# Monobelus irroratus
Monobelus irroratus är en insektsart som beskrevs av Metcalf och Bruner. Monobelus irroratus ingår i släktet Monobelus och familjen hornstritar. Inga underarter finns listade i Catalogue of Life.